# Gaspar de Witte
Gaspar de Witte (ook genoemd Caspar de Witte, Jasper de Witte en Jaspar de Wit en bijnaam Grondel) (Antwerpen, 1624 – aldaar, 1681), was een Brabants kunstschilder uit de baroktijd die vooral bekendheid genoot voor zijn landschapsschilderijen.
Gaspar de Witte werd geboren in een Antwerpse kunstenaarsfamilie. Hij leerde het vak van zijn vader Peter de Witte (II).  ZIjn broers Jan Baptist de Witte en Pieter de Witte III werden ook schilders. Hij reisde naar Rome rond 1646 en werd er lid van de Bentvueghels, een vereniging van voornamelijk Nederlandse en Vlaamse kunstenaars werkzaam in Rome.  Hij nam de bijnaam (de zogenaamde bentnaam) ‘Grondel’ in de vereniging.  De reden waarom hij naar deze vissoort werd genoemd is niet bekend.  Rond 1648 zou hij in Frankrijk actief zijn geweest.
Na zijn terugkeer naar Antwerpen in 1650, werd hij bij het plaatselijke Sint-Lucasgilde geregistreerd als een ‘wijnmeester' (een titel gereserveerd voor de zonen van de leden van het gilde), hetgeen er op duidt dat zijn vader op dat ogenblik nog lid was van het gilde. Hij zou ook een (bescheiden) handel in schildersbenodigdheden hebben gevoerd.
Hij was de leermeester van Cornelis Huysmans en mogelijk ook van Adriaen Verdoel.
Hij is vooral bekend voor zijn landschappen, waaronder winterlandschappen, en schilderijen van kunstgalerijen.  Zijn landschappen zijn in overwegend in de italianiserende stijl van de Zuidelijke Nederlanden alhoewel sommige werken naar de meer realistische stijl uit de Nederlandse Republiek neigen.